# Fayeq Abdul-Jaleel
Fayeq Mohammed Al-Ayadhi (arabisch فائق محمد علي العياضي; * 5. Mai 1948 in Kuwait; † nach 1990), besser bekannt unter seinem Pseudonym Fayeq Abdul-Jaleel (arabisch فائق عبدالجليل), war ein kuwaitischer Dichter, Dramatiker und Lyriker, dessen Werke in der gesamten arabischen Welt bekannt sind.
Während der Invasion Kuwaits im Jahr 1990 wurde er von irakischen Truppen in Gefangenschaft genommen. Er war der bekannteste unter den mehr als 600 kuwaitischen Zivilisten, die von Saddam Husseins Regime als Kriegsgefangene genommen wurden. Seine sterblichen Überreste wurden in der irakischen Wüste im Jahr 2004 exhumiert. Der Zeitpunkt und die Umstände seines Todes sind ungeklärt.

## Leben und Arbeit
Fayeq Abdul-Jaleel wurde in Kuwait geboren und widmete sich anfangs der Malerei, bevor er im Alter von 19 Jahren mit einer Sammlung von Gedichten mit dem Titel Wasmiah und die Stiele der Kindheit Berühmtheit erlangte (1967). Er publizierte weitere Bücher und Gedichte sowie Songtexte für eine Reihe von Liedern, die in der arabischen Welt sehr bekannt wurden. Er arbeitete mit Sängern wie Mohammed Abdu (Abaad, Layla, Layla, Filjaw Ghaim), Talal Maddah und Abu Baker Salem sowie vielen anderen bekannten Interpreten zusammen. Weiterhin schrieb er verschiedene Theaterstücke, die in seiner Heimat aufgeführt wurden, unter anderem für Kuwaits erstes Puppentheater (1974). Er war außerdem in der Leitung des kuwaitischen Nationaltheaters tätig.
Seine Werke verfasste er in arabischer Sprache. Der Stil positioniert sich in der Mitte zwischen einem Formalismus der klassischen Sprache und der melodischen Mundart, die in seiner Region gesprochen wird.
Er sah die Dichtung als etwas Politisches, als einen Motor für soziale Veränderungen. „Dichtung“, schrieb er in einem Vers von 1968, „ist ein Weizenkorn, das in die Öfen und Bäckereien gelangt, um alle Menschen zu ernähren“. Seine Dichtung reflektierte auch eine tiefe Zugehörigkeit zu Kuwait selbst und eine unbestimmte Wahrnehmung dessen, was ihm sein eigenes Schicksal bringen würde. Aus diesem Grund wurde er oft mit Federico García Lorca verglichen, dem großen Poeten der Ära des spanischen Bürgerkrieges.
Seinen Lebensunterhalt verdiente Abdul-Jaleel mit einer Tätigkeit in der Stadtverwaltung von Kuwait City. Er war außerdem als Anwalt der Künste für das kuwaitische Informationsministerium tätig. Diese Funktion führte ihn auf häufige Reisen innerhalb der arabischen Welt. Er leitete außerdem eine eigene Werbeagentur. Im Jahr 1967 heiratete er seine Cousine Salma Al-Abdi. Das Paar hatte fünf Kinder:  Gadah (geboren 1971), Fares (1972), Raja (1978), Sara (1983) und Nouf (1985).

## Die irakische Invasion Kuwaits
Als die irakischen Truppen am 2. August 1990 in Kuwait einfielen, wurde Abdul-Jaleel in Kuwait zusammen mit seiner Frau und der vierjährigen Tochter Nouf gefangen genommen. Die anderen Kinder befanden sich zu dieser sommerlichen Jahreszeit auf dem Land. Während einer hochriskanten, abenteuerlichen Fahrt durch die Wüste brachte er Frau und Kind zur saudi-arabischen Grenze. Er entschied sich jedoch, die beiden alleine ziehen zu lassen. Seiner Frau erzählte er, dass er noch einige Dinge erledigen wollte, bevor er sich mit seiner Familie im Ausland wieder vereinigen würde. Am Ende war es ihm nicht möglich, ebenfalls auszureisen. Dies teilte er seinen Lieben in einem Brief mit, der 1991 nach Ende des Golfkrieges auf dem Küchentisch der Familie gefunden wurde.
Er schloss sich stattdessen einer zivilen Widerstandsgruppe an, in der auch eine Handvoll Schriftsteller und Musiker engagiert waren. Gemeinsam verfassten sie Gedichte und nahmen Musikstücke auf. Ihre Absicht war, mit diesen Werken die kuwaitische Bevölkerung zum Widerstand gegen die Invasoren zu bewegen. Sie stellten ein komplettes System auf die Beine und organisierten unter anderem ein Netzwerk von Frauen, die Kassetten mit den Aufnahmen in den Falten ihrer Abayahs versteckten – langen Kleidern, die typisch für die Golf-Region sind. So gelangten die Kassetten von Haus zu Haus.
Sie wurden allerdings zu Opfern ihres eigenen Erfolgs. Die Aktion war in aller Munde, denn die Kuwaiter sprachen so viel über die Gedichte und Lieder, dass die Iraker Wind davon bekamen. Sie fanden heraus, wer die Verantwortlichen waren, und verhafteten am 3. Januar 1991 viele von ihnen.

## Inhaftierung und Tod
Das Schicksal der kuwaitischen Gefangenen wurde nie eindeutig aufgeklärt. Die US-amerikanische Regierung ist der Überzeugung, dass alle von ihnen kurz nach Beendigung des Golf-Krieges hingerichtet worden sein müssen. Vor der Invasion im Jahre 2003 vertraten die U.S.-Amerikaner jedoch noch eine andere Position. Tatsächlich galt die Rückkehr der Gefangenen als einer der – sekundären – Gründe, die Invasion überhaupt erst zu beginnen.
Während der 1990er Jahre berichteten die arabischsprachigen Medien gelegentlich darüber, dass Abdul-Jaleel und andere Gefangene in der einen oder anderen Ortschaft gesehen worden seien.
Im Juli 2004 wurden seine sterblichen Überreste aus einem flachen Massengrab exhumiert, das sich in der Wüste nahe der Stadt Kerbela befand. Die Leiche konnte anhand eines unbeschädigten Etiketts identifiziert werden, das in seinem kuwaitischen Gewand eingenäht war. Auf diesem war der Name des Schneiders von Fayeq Abdul-Jaeel zu lesen. Auch eine Reihe von DNA-Tests bestätigten seine Identität. Laut seiner Sterbeurkunde, die vom kuwaitischen Gesundheitsministerium im Juni 2006 ausgestellt wurde, war er bereits seit mehr als zehn Jahren tot, als seine Überreste gefunden wurden.
Der DNA-Test, der vom Innenministerium durchgeführt und von Abdul-Jaleels Familie erwirkt wurde, ergab, dass die Überreste von einem Mann stammen mussten, der etwa 50 Jahre alt gewesen sein musste. Dies hätte Abdul-Jaleels Alter während der Invasion um das Jahr 2003 herum entsprochen.

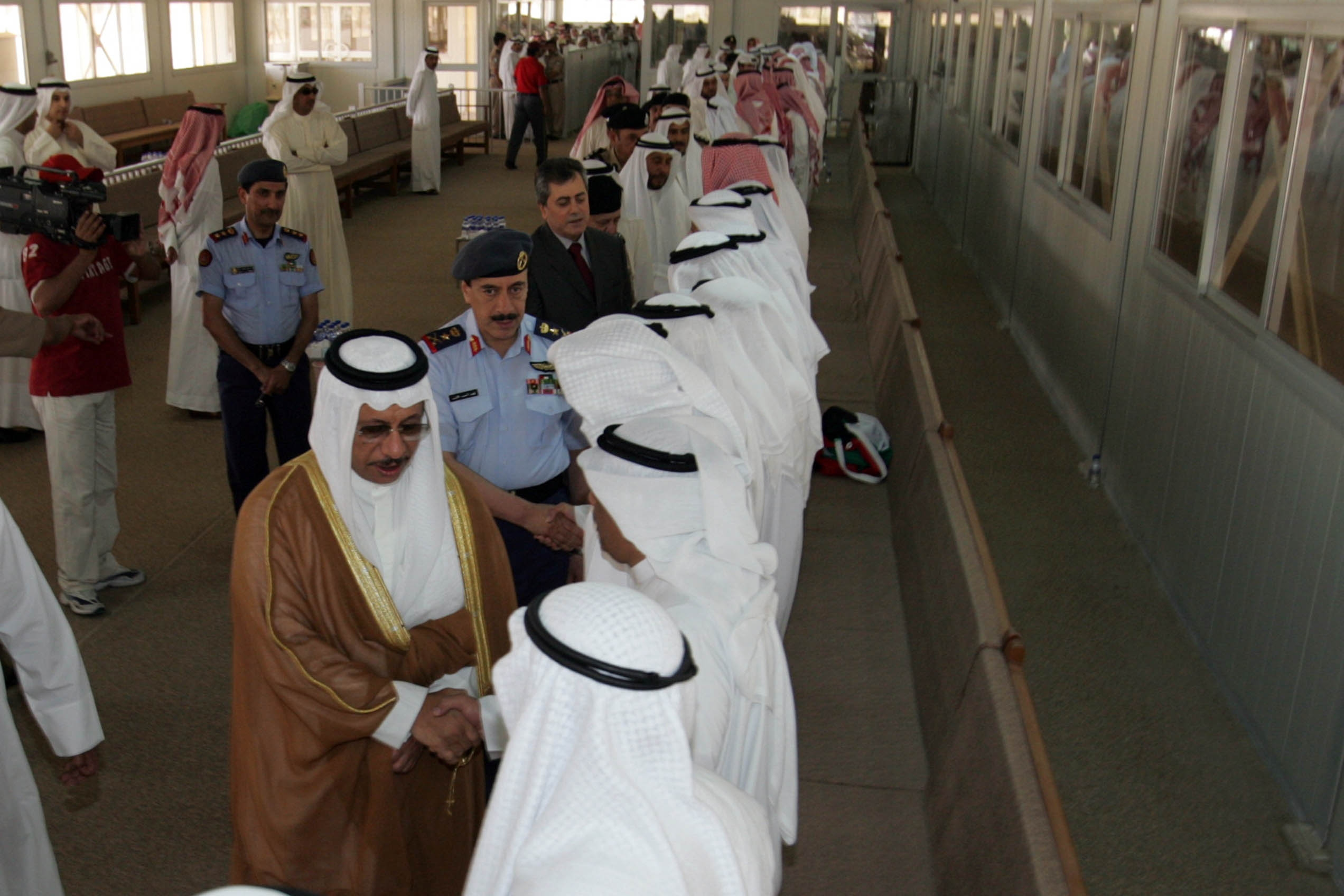
20. Juni 2006. Die Zeremonie für Fayeq Abdul-Jaleel auf dem Sulaibikat-Friedhof in Kuwait.

Abdul-Jaleels Sohn, Fares Al-Ayadhi, führte mehrere Interviews mit Menschen, die versicherten, den Vater in den letzten Jahren gesehen zu haben. Darunter war ein Mann, der behauptete, Aufseher im Gefängnis von Basra gewesen zu sein, wo Al-Ayadhi inhaftiert gewesen war. Diese Information, die von den kuwaitischen Behörden weder bestätigt noch dementiert wurde, bestätigt, dass Abdul-Jaleel und weitere Gefangene für das Regime von Saddam von hoher Wichtigkeit gewesen sein mussten, und dass sie noch mehrere Jahre lebend dort verbracht hatten.
Al-Ayadhi ist der Überzeugung, dass sein Vater zuerst in Mosul gefangen gehalten wurde, dann nach Bagdad und schließlich in ein Gefängnis in der Nähe von Basra verlegt worden war. Nach Angaben des Mannes, der vorgab, einer der letzten Gefängnisaufseher des Vaters gewesen zu sein, sind er und die anderen überlebenden kuwaitischen Gefangenen zum Tode verurteilt worden, kurz bevor die U.S.-Truppen im März 2003 einmarschierten. Sie sollen in die Wüste gebracht und dort erschossen worden sein.
Abdul-Jaleels Leiche wurde zurück nach Kuwait gebracht, wo er am 20. Juni 2006 im Friedhof Al-Sulaibikhat in der Stadt Kuwait begraben wurde. Der Zeremonie wohnten der stellvertretende Ministerpräsident, der Verteidigungsminister, der amtierende Innenminister und verschiedene weitere Würdenträger der Regierung bei.